# Château de Saint-Germain-en-Laye
Château de Saint-Germain-en-Laye er et tidligere kongeligt slot i byen Saint-Germain-en-Laye i departementet Yvelines omkring 19 km vest for byen Paris i Frankrig. En tidligere bygning, kaldet ‘’Grand Châtelet’’ blev opført af Ludvig 6. af Frankrig i 1122. De ældste dele af den nuværende bygning blev opført af Frans 1. af Frankrig i 1539. Bygningen huser i dag Musée d'Archéologie Nationale (det nationale museum for arkeologi).